# Переа, Хуан Хосе
Хуан Хосе Переа Мендоса (исп. Juan José Perea Mendoza; род. 23 февраля 2000, Богота) — колумбийский футболист, нападающий швейцарского клуба «Цюрих».

## Клубная карьера
Переа — воспитанник клубов «Эскофутупер», австрийского «Ред Булл Зальцбург» и португальского «Порту». В 2019 году Хуан подписал первый профессиональный контракт с греческим клубом «Панатинаикос». 31 августа в матче против ОФИ он дебютировал в греческой Суперлиге. 10 ноября в поединке против АЕКа Хуан забил свой первый гол за «Панатинаикос». В 2020 году Переа на правах аренды перешёл в «Волос». 13 сентября в матче против столичного «Атромитоса» он дебютировал за новую команду. 9 декабря в поединке против «Астераса» Хуан забил свой первый гол за «Волос». Летом 2021 года Переа перешёл в ПАС Янина. подписав контракт на 3 года. В матче против ПАОКа он дебютировал за новый клуб. 6 ноября в поединке против «Панетоликоса» Хуан забил свой первый гол за ПАС Янина. 
Летом 2022 года Переа перешёл в немецкий «Штутгарт», подписав контракт на 4 года. Сумма трансфера составила 2,2 млн. евро. 7 августа в матче против «РБ Лейпциг» он дебютировал в Бундеслиге. В 2023 году в поединке против «Баварии» Хуан забил свой первый гол за «Штутгарт». 
Летом 2023 года перешёл в «Ганзу» в годичную аренду.